# Rundersburg (hrad)
Zřícenina hradu Rundersburg stojí severozápadně od St. Leonhard am Hornerwald ve Waldviertelu (Lesní čtvrti) v rakouské spolkové zemi Dolní Rakousy. Polohou patří typově do "výšinných hradů".

## Historie
Rundersburg byl postaven v roce 1150, současně s hradem Schauenstein, na protilehlém břehu řeky Kamp a údolí "Fräntal" a ochraňoval cestu od Garsu am Kamp do Pölla. Poprvé byl v dokumentech uvedený v roce 1182 pod názvem Ronenberg. Výraz Rone ve středohornoněmčině znamená "kmen stromů", které ještě dnes stavbu obklopují. Je známo několik vlastníků hradu, avšak od roku 1300 byl hrad opuštěný a chátral. Dodnes jsou zachovány části hradní věže.